# Deasy Motor Car Manufacturing
Die Deasy Motor Car Manufacturing Co. Ltd. war ein britischer Automobilhersteller, der 1907–1910 in Coventry (Warwickshire) ansässig war. 1909 stieß John Davenport Siddeley zur Geschäftsleitung und die Firma wurde in Siddeley-Deasy Motor Car Manufacturing Co. Ltd. umbenannt.
Bei Deasy entstanden Personenkraftwagen von der Mittelklasse bis zur Oberklasse, die ausnahmslos mit Vierzylinder-Reihenmotoren mit 1,95 l – 12,0 l Hubraum ausgestattet waren.

## Modelle
| Modell   | Bauzeitraum | Zylinder | Hubraum       | Radstand     |
| -------- | ----------- | -------- | ------------- | ------------ |
| 24 hp    | 1907        | 4 Reihe  | 4503 cm³      | 3086 mm      |
| 25 hp    | 1908–1910   | 4 Reihe  | 4503–4942 cm³ | 3099 mm      |
| 35 hp    | 1908        | 4 Reihe  | 7600–8620 cm³ | 3353 mm      |
| 45 hp    | 1908        | 4 Reihe  | 11978 cm³     | 3200 mm      |
| 14 hp    | 1909        | 4 Reihe  | 2919 cm³      | 2870–3124 mm |
| 15 hp    | 1909–1910   | 4 Reihe  | 3053 cm³      | 2896 mm      |
| 18/28 hp | 1909        | 4 Reihe  | 4084 cm³      | 2921–3226 mm |
| 25 hp    | 1909        | 4 Reihe  | 4943 cm³      | 3099 mm      |
| 35 hp    | 1909        | 4 Reihe  | 7603 cm³      | 3404 mm      |
| 12 hp    | 1910        | 4 Reihe  | 1944 cm³      |              |

## Quelle
- David Culshaw, Peter Horrobin: The Complete Catalogue of British Cars. 1895–1975. New edition, reprint. Veloce Publishing plc., Dorchester 1999, ISBN 1-874105-93-6.